# Gerlev Sogn (Slagelse Kommune)
 For alternative betydninger, se Gerlev Sogn. (Se også artikler, som begynder med Gerlev Sogn)
Gerlev Sogn er et sogn i Slagelse-Skælskør Provsti (Roskilde Stift).
I 1800-tallet var Gerlev Sogn anneks til Lundforlund Sogn. Begge sogne hørte til Slagelse Herred i Sorø Amt. Lundforlund-Gerlev sognekommune blev ved kommunalreformen i 1970 indlemmet i Hashøj Kommune, der ved strukturreformen i 2007 indgik i Slagelse Kommune.
I Gerlev Sogn ligger Gerlev Kirke.

## Galleri
- Gerlev Kirke, Gerlev Sogn, 14. oktober 2022.
- Gerlev Kirke, Slagelse Kommune, 9. juni 2016.
- Udsigtsbakken ved vandværkshøjen på Falkensteenvej, Gerlev by, Gerlev Sogn, 18. oktober 2023.

I sognet findes følgende autoriserede stednavne:
- Falkensteen (ejerlav, landbrugsejendom)
- Gerlev (bebyggelse, ejerlav)
- Gerlev Enge (bebyggelse)
- Gerlev Østermark (bebyggelse)
- Seerdrup (bebyggelse, ejerlav)